# Doncols
Doncols (lb. Donkels, niem. Donkols) – wieś (Uertschaft) w północnym Luksemburgu, w kantonie Wiltz, w gminie Winseler. Do 3 października 2015 miejscowość leżała w dystrykcie Diekirch. Liczy 431 mieszkańców (31 grudnia 2022).